# Hydrocanthus subplanatus
Hydrocanthus subplanatus is een keversoort uit de familie diksprietwaterkevers (Noteridae). De wetenschappelijke naam van de soort werd in 1933 gepubliceerd door Leopold Gschwendtner.